# 马公纪念堂
马公纪念堂，位于中国广东省中山市南区沙涌村，为一意大利式建筑，建于1933年，为先施公司创办人马应彪为纪念其父马在明而建。2008年11月，列入广东省文物保护单位。